# Velarifictorus diminuens
Velarifictorus diminuens är en insektsart som först beskrevs av Walker, F. 1869.  Velarifictorus diminuens ingår i släktet Velarifictorus och familjen syrsor. Inga underarter finns listade i Catalogue of Life.